# Lombard Tyres Classic
De Lombard Tyres Classic was een golftoernooi in Zuid-Afrika, dat deel uitmaakte van de South African Tour (later als de Sunshine Tour). Het toernooi vond telkens plaats op de Krugersdorp Golf Club, in Krugersdorp.
Het toernooi werd gespeeld tot vier ronden en de par was bij elke ronde 72. In 1996 en 2000 was het weer zo slecht, dat het toernooi ingekort werd tot drie speelronden.
Van 1995 tot 1999 maakte het toernooi deel uit van de 'South African Tour' en in 2000 van de 'Sunshine Tour'. 

## Winnaars
| Jaar  | Winnaar          | Score         |
| ----- | ---------------- | ------------- |
| 1989  | Justin Hobday    |               |
| 1990  | André Cruse      |               |
| 1991  | Hendrik Buhrmann |               |
| 1992  | James Kingston   |               |
| 1993  | Derek James      |               |
| 1994  | Geen toernooi    | Geen toernooi |
| 1995  | Ashley Roestoff  | 277 (–11)po   |
| 19961 | Sean Pappas      | 204 (–12)     |
| 1997  | Andrew McLardy   | 273 (–15)     |
| 1998  | Geen toernooi    | Geen toernooi |
| 1999  | Brett Liddle     | 269 (–19)     |
| 20001 | Brett Liddle     | 207 (–9)po    |

1 Vanwege het slechte weer, werd het toernooi ingekort tot drie ronden

### Play-offs
- In 1995 won Ashley Roestoff de play-off van Chris Davison.
- In 2000 won Brett Liddle de play-off van Vaughn Groenewald.

Amatola Sun Classic · Atlantic Beach Classic · Bell's Player Championship · Bloemfontein Classic · Botswana Open · Bushveld Classic · Canon Classic · Coca-Cola Charity Championship · Cock of the North · Devonvale Classic · Emfuleni Classic · Eskom Power Cup · General Motors Open · Goldfields Powerade Classic · Goodyear Classic · Graceland Challenge · Highveld Classic · ICL International · Iscor Newcastle Classic · Kalahari Classic · Limpopo Classic · Lombard Tyres Classic · Mafunyane Trophy · Mercedes Benz Golf Challenge · Mount Edgecombe Trophy · Namibië Open · Namibia PGA Championship · Nashua Wild Coast Sun Challenge · Natal Open · Nelson Mandela Invitational · Northern Cape Classic · Observatory Classic · Palabora Classic · Parmalat Classic · Radio Algoa Challenge · Randfontein Classic · Rhodesian Masters · Riviera Resort Classic · Royal Swazi Sun Classic · Seekers Travel Pro-Am · South African Masters · South African Match Play Championship · South African Pro-Am Invitational · Spoornet Classic · Sun Coast Classic · Transvaal Open · Vodacom Golf Championship · Vodacom Open · Vodacom Players Championship · Vodacom Series · Vodacom Trophy · Western Cape Classic · Western Province Open